# فرانک بیل
فرانک بیل (انگلیسی: Frank Beal; ۱۱ سپتامبر ۱۸۶۲ – ۲۰ دسامبر ۱۹۳۴) هنرپیشه و کارگردان فیلم سینمای صامت اهل ایالات متحده آمریکا بود.
از فیلم‌ها یا برنامه‌های تلویزیونی که وی در آن نقش داشته‌است می‌توان به پست هوایی اشاره کرد.